# ألفارو رودريغيز إيشيفيريا
ألفارو رودريغيز إيشيفيريا (بالإسبانية: Álvaro Rodríguez Echeverría) هو كاهن كاثوليكي وأستاذ جامعي كوستاريكي، ولد في 1942 في سان خوسيه في كوستاريكا.